# Sae Eun Park
Sae Eun Park, född december 1989, är en sydkoreansk balettdansös och étoile på Parisoperans balett. 

## Biografi
Park blev en del av danskompaniet American Ballet Theater i New York efter att ha vunnit danstävlingen Prix de Lausanne 2007. 2009 började hon dansa i balettkompaniet Korea National Ballet i Seoul.
Hon gick med i Parisoperans balett 2011. Park är en av få dansare i Parisoperans balettkompani som inte gått Parisoperans balettskola. När Park dansade Naila i Jean-Guillaume Barts La Source 2014 blev hon den första asiatiska dansaren att spela en huvudroll på Parisoperans balett. Park utnämndes till étoile 2021 efter sin roll som Julia i Romeo och Julia, och blev därmed den första dansaren från Asien att utnämnas till detta.

## Utmärkelser
2007 vann Park den internationella danstävlingen Grand Prix de Lausanne och fick därigenom ett stipendium. 2010 vann hon förstapris vid Varna International Ballet Competition. 2018 blev hon utsedd till årets kvinnliga dansare i danstävlingen Benois de la Dance.